# Moruloidea tumida
Moruloidea tumida är en kräftdjursart som beskrevs av Harrison 1984. Moruloidea tumida ingår i släktet Moruloidea och familjen klotkräftor. Inga underarter finns listade i Catalogue of Life.